# Alfredo Rodríguez Mitoma
Manuel Alfredo Rodríguez Mitoma (*  11 de abril de 1964 en Guadalajara, Jalisco, México) es un futbolista mexicano retirado que jugaba en la posición de mediocampista. Jugó para el Club Deportivo Tapatío, Club Deportivo Guadalajara y Coras de Tepic.
Surgió de las fuerzas básicas del Club Deportivo Guadalajara y llegó a jugar en el equipo filial de Segunda División, el Club Deportivo Tapatío. Con el Tapatío consiguió su primer gol el día 13 de diciembre de 1987 en un partido contra los Arroceros de Chetumal.
Debutó con el primer equipo del Guadalajara el día domingo 24 de agosto de 1986, en un partido contra Tigres de la UANL que quedó empatado a 1 gol por equipo. Se le dio la oportunidad después de que diez jugadores del equipo rojiblanco fueron castigos por la Comisión Disciplinaria, después de una bronca en un partido contra el Club América.
De 1989 a 1991 jugó con el club Coras de Tepic en la Segunda División.